# Linea di successione al trono del Liechtenstein

Lo stemma del Liechtenstein.

La linea di successione al trono del Liechtenstein, regolata da una legge del 1993, segue il criterio della legge salica, ossia stabilisce che il trono spetti al figlio primogenito maschio, con esclusione delle femmine.

## Legge di successione
Nel 1606 Carlo I, dal 1608 primo principe imperiale del Liechtenstein, firmò un accordo di famiglia con i fratelli Massimiliano e Gundacaro in cui stabilirono che il titolo ereditario e la sovranità sarebbero passati al primogenito maschio della linea più anziana, secondo il principio della primogenitura agnatizia. La famiglia continuò a essere regolata da diversi statuti, fino a quando essi vennero abrogati nel 1993, poiché ritenuti datati e da modificare. Il precedente statuto venne abolito il 26 ottobre 1993, e la nuova legge della casata fu pubblicata il 6 dicembre dello stesso anno. Secondo la legge della casa, il diritto di succedere al trono del Liechtenstein è riservato ai discendenti maschi patrilineari del principe Giovanni I Giuseppe nati da genitori sposati, esclusi i figli nati dal matrimonio a cui il sovrano non ha acconsentito. Nel caso in cui non rimangano più discendenti patrilineari maschi idonei, il sovrano ha il diritto di adottare un erede presuntivo. Si afferma esplicitamente che se un membro della famiglia principesca adotta un principe che si trova nella linea di successione, il posto dell'adottato nella successione non sarà modificato. Non esiste uno scenario in cui una donna possa succedere al trono del Liechtenstein. La legge sulla casa prevede anche la possibilità di rinunciare ai diritti di successione.

## Linea di successione
La linea di successione al trono del Liechtenstein è la seguente:
- Sua altezza serenissima principe Francesco Giuseppe II del Liechtenstein (1906-1989), primo figlio del principe Luigi
  -  Sua altezza serenissima principe Giovanni Adamo II del Liechtenstein, nato nel 1945, primo figlio di Francesco Giuseppe II e attuale sovrano del Liechtenstein
    - 1. Sua altezza serenissima il principe Luigi del Liechtenstein, nato nel 1968, figlio maggiore di Giovanni Adamo II
      - 2. Sua altezza serenissima il principe Giuseppe Venceslao del Liechtenstein, nato nel 1995, figlio maggiore del principe Luigi
      - 3. Sua altezza serenissima il principe Giorgio del Liechtenstein, nato nel 1999, secondo figlio del principe Luigi
      - 4. Sua altezza serenissima il principe Nicola del Liechtenstein, nato nel 2000, terzo figlio del principe Luigi

    - 5. Sua altezza serenissima il principe Massimiliano del Liechtenstein, nato nel 1969, secondo figlio di Giovanni Adamo II
      - 6. Sua altezza serenissima il principe Alfonso del Liechtenstein, nato nel 2001, figlio del principe Massimiliano

    - Sua altezza serenissima il principe Costantino del Liechtenstein, (1972-2023), terzo figlio di Giovanni Adamo II
      - 7. Sua altezza serenissima il principe Maurizio del Liechtenstein, nato nel 2003, primo figlio del principe Constantino
      - 8. Sua altezza serenissima il principe Benedetto del Liechtenstein, nato nel 2008, secondo figlio del principe Constantino

  - 9. Sua altezza serenissima il principe Filippo Erasmo del Liechtenstein, nato nel 1946, secondo figlio di Francesco Giuseppe II e fratello di Giovanni Adamo II
    - 10. Sua altezza serenissima il principe Alessandro del Liechtenstein, nato nel 1972, primo figlio del principe Filippo Erasmo
    - 11. Sua altezza serenissima il principe Venceslao del Liechtenstein, nato nel 1974, secondo figlio del principe Filippo Erasmo
    - 12. Sua altezza serenissima il principe Rodolfo del Liechtenstein, nato nel 1975, terzo figlio del principe Filippo Erasmo
      - 13. Sua altezza serenissima il principe Carlo Luigi del Liechtenstein, nato nel 2016, figlio del principe Rodolfo

  - 14. Sua altezza serenissima il principe Nicolò del Liechtenstein, nato nel 1947, terzo figlio di Francesco Giuseppe II e fratello di Giovanni Adamo II
    - 15. Sua altezza serenissima il principe Josef-Emanuel del Liechtenstein, nato nel 1989, figlio del principe Nicolò
      - 16. Sua altezza serenissima il principe Leopoldo del Liechtenstein, nato nel 2023, figlio del principe Josef-Emanuel

Legenda:
- : simbolo di un sovrano precedente.
- : simbolo del sovrano regnante.